# Майкл Ньютон (гіпнотерапевт)
Майкл Дафф Ньютон (англ. Michael Duff Newton; 9 грудня 1931, штат Каліфорнія, США — 22 вересня 2016) — американський гіпнотерапевт, член Американської консультативної асоціації (American Counseling Association) і засновник Інституту Майкла Ньютона для гіпнотерапії життя між життями (The Michael Newton Institute for Life Between Lives Hypnotherapy). Він є автором книг з регресії в минулі життя.

## Подорожі душі
Подорож душі — це назва першої книги Ньютона, опублікованої в 1994 році, в якій він представив свою власну техніку в області «віково-регресивної» терапії. У ній повідомляється про результати його інтерв'ю при дослідженнях випадків регресії протягом 35 років. Його пацієнти спочатку бачили гіпнотерапію як терапевтичний засіб. Ньютон описує, що під час їхніх безперервних відвідувань, велике число його пацієнтів регресували за межі цього життя, пройшли по духовних світах; через поточні сеанси вікової регресії ці суб'єкти згадали і виявили їх минулий досвід життів і їх подорож по духовному світі.

## Книги
- Подорож душі (Journey of Souls) 1994
- Призначення душі (Destiny of Souls) 2000
- Життя між життями: Гіпнотерапія для регресії душі (Life Between Lives: Hypnotherapy for Spiritual Regression) 2004
- Спогади після життя: Життя між життями. Історії особистої трансформації (Memories of the Afterlife: Life Between Lives Stories of Personal Transformation — редаговано Майклом Ньютоном в 2009 році)